# نويل بريت
نويل بريت (8 سبتمبر 1975 بألدرشوت في المملكة المتحدة - )  (بالإنجليزية: Noel Brett)‏ هو لاعب كريكت بريطاني. لعب مع Surrey Cricket Board ‏.